# Kongo-Brazzaville i olympiska spelen
Kongo-Brazzaville har deltagit i 13 olympiska spel, vartenda sedan 1984. Inga medaljer har tagits. Landet har inte ställt upp i olympiska vinterspelen.

## Medaljer
| Guld | Silver | Brons | Totalt antal medaljer |
| ---- | ------ | ----- | --------------------- |
| 0    | 0      | 0     | 0                     |

### Medaljer efter sommarspel
| Spel                | Idrottare        | Guld        | Silver      | Brons       | Totalt      | Placering   |
| Tokyo 1964          | 2                | 0           | 0           | 0           | 0           | –           |
| Mexico City 1968    | Deltog inte      | Deltog inte | Deltog inte | Deltog inte | Deltog inte | Deltog inte |
| München 1972        | 6                | 0           | 0           | 0           | 0           | –           |
| Montréal 1976       | Deltog inte      | Deltog inte | Deltog inte | Deltog inte | Deltog inte | Deltog inte |
| Moskva 1980         | 24               | 0           | 0           | 0           | 0           | –           |
| Los Angeles 1984    | 9                | 0           | 0           | 0           | 0           | –           |
| Seoul 1988          | 7                | 0           | 0           | 0           | 0           | –           |
| Barcelona 1992      | 7                | 0           | 0           | 0           | 0           | –           |
| Atlanta 1996        | 5                | 0           | 0           | 0           | 0           | –           |
| Sydney 2000         | 5                | 0           | 0           | 0           | 0           | –           |
| Aten 2004           | 5                | 0           | 0           | 0           | 0           | –           |
| Peking 2008         | 5                | 0           | 0           | 0           | 0           | –           |
| London 2012         | 7                | 0           | 0           | 0           | 0           | –           |
| Rio de Janeiro 2016 | 10               | 0           | 0           | 0           | 0           | –           |
| Tokyo 2020          | 3                | 0           | 0           | 0           | 0           | –           |
| Paris 2024          | Framtida tävling |             |             |             |             |             |
| Los Angeles 2028    | Framtida tävling |             |             |             |             |             |
| Brisbane 2032       | Framtida tävling |             |             |             |             |             |
| Totalt              | Totalt           | 0           | 0           | 0           | 0           | –           |